# 斯利姆萊克 (明尼蘇達州)
斯利姆萊克（英語：Slim Lake）是位於美國明尼蘇達州聖路易斯縣的一個未組織地區。

## 地方資料
斯利姆萊克的面積為370.60平方千米，當中陸地面積為344.00平方千米，而水域面積為26.60平方千米。根據2000年美國人口普查的數據，當地共有人口75人，而人口密度為每平方千米0.2人。